# Чумикан
Чумика́н — село, административный центр Тугуро-Чумиканского района Хабаровского края, порт на Удской губе Охотского моря.
Село основано в 1880 году. Большинство первых поселенцев в середине 1880 года по настоянию Филиппеуса, агента русского правительства по снабжению провиантом северных округов, прибыли сюда из Удска, утратившего окружной статус.

## География
Село расположено у устья реки Уда, в 480 км к северо-западу от железнодорожной станции Комсомольск-на-Амуре, в 694 км от краевого центра, в 526 км от железнодорожной станции Постышево, в 721 км морем от г. Николаевска-на-Амуре.

## Население
| 1926  | 1939  | 1959  | 1970  | 1979  | 1989  | 1992  |
| ----- | ----- | ----- | ----- | ----- | ----- | ----- |
| 134   | ↗768  | ↗1361 | ↘1172 | ↗1416 | ↗1748 | ↗1800 |
| 2002  | 2010  | 2011  | 2012  | 2021  |       |       |
| ↘1344 | ↘1154 | ↘1147 | ↘1091 | ↘1055 |       |       |

## Транспорт
В селе имеются аэропорт и пристань. Автомобильного сообщения с внешним миром нет, автомобильное движение возможно только по селу.
Подконтрольная Альберту Авдоляну компания «А-Проперти» планирует построить частную Тихоокеанскую железную дорогу от Эльгинского месторождения до Охотского моря порт Эльга для экспортной перевалки угля. Протяжённость дороги составит 660 км и по ней можно будет поставлять 30 млн т угля в год. Железная дорога вместе с портом может обойтись компании «А-Проперти» в $2,5-3 млрд.
По состоянию на январь 2023 года, построено 80 километров железной дороги. Начальный пункт — мыс Манорский, 50 километров севернее Чумикана.

## Экономика
В Чумикане базируется старательская артель, развиты лов и переработка рыбы, охотничий промысел.
«В этом году запускаем новый проект - Тихоокеанский металлургический комбинат. Его мощность в три раза превысит объемы легендарной «Азовстали», - заявил губернатор Хабаровского края Михаил Дегтярев.
Строительство ТМК около поселка Чумикан на побережье Охотского моря должно стать конечной точкой частной Тихоокеанской железной дороги от Эльгинского месторождения в Якутии, - пишет ТГ НЕДЕБРИ.Brief (@nedebri).
Пять лицензий компания «А-Стил» получила в сентябре 2022 года на производство чугуна, стали и ферросплавов. Месторождения железной руды находятся в районе села Чумикан, их запасы могут составлять до 5 млрд тонн.
ТАСС, 7 ноября. Структуры бизнесмена Альберта Авдоляна планируют строительство коксохимического завода и металлургического комбината по производству стали на Дальнем Востоке. Компания "А-Стил" (75% принадлежит Альберту Авдоляну - прим. ТАСС) получила пять лицензий на разведку железной руды в Хабаровском крае, подтвердил ТАСС представитель бизнесмена.
Месторождения железной руды находятся в районе села Чумикан Хабаровского края. По словам представителя, после предварительного бурения двух наклонных скважин глубиной в 350 метров был получен положительный результат по наличию рудного тела. "По нашим оптимистичным прогнозам, мы оцениваем запасы железной руды в размере 5 млрд тонн", - уточнил собеседник агентства, добавив также, что логистически удобное расположение Эльгинского угольного месторождения предполагает в будущем строительство коксохимического завода и металлургического комбината по производству стали в данном регионе.

## Учреждения культуры
- Дом культуры
- Центральная районная библиотека
- Сельская библиотека[19]

## Уроженцы
В 1928 году в селе родился В. В. Леонтьев — историк-лингвист, член Союза писателей СССР.